# John B. Stetson Jr.
John B. Stetson Jr. (ur. 14 października 1884 w Pensylwanii, zm. 1952) – amerykański polityk i dyplomata, Minister Pełnomocny  Stanów Zjednoczonych w Polsce w latach 1925–1929.
Był synem producenta sławnych amerykańskich kapeluszy Johna B. Stetsona. W czasie I wojny światowej był pilotem we Francji w randze kapitana.